# Eughenes
Eughenes è un album di Eugenio Bennato, pubblicato dalla Bubble Record nel 1986.
La canzone Sole sole è presente nel film Rimini Rimini, diretto da Sergio Corbucci.
La copertina dell'album è curata da Carlo Mirabasso.

## Tracce
1. Sole sole – 4:17
2. Duorme terra – 4:15
3. Mama-country song – 3:56
4. Cussi' va o' munno – 2:13
5. 'Sta musica – 4:16
6. Basilicata – 4:20
7. E cammina, cammina – 4:25
8. C'ha purtato l'America – 4:18
9. Nun fermarte – 4:11

## Formazione
- Eugenio Bennato – voce, chitarra classica
- Arnaldo Vacca – tamburello, percussioni
- Ernesto Vitolo – pianoforte
- Tony Esposito – percussioni
- Erasmo Petringa – basso, contrabbasso
- Adriano Pennino – tastiera, pianoforte
- Giovanni Imparato – percussioni
- Franco Giacoia – chitarra
- Vincenzo Di Ruggiero – viola
- Michele Signore – violino
- Gennaro Cappabianca – violino
- Robert Fix – sax
- Gerardo Amodio – oboe